# Baslieux-sous-Châtillon
Baslieux-sous-Châtillon  là một xã thuộc tỉnh Marne trong vùng Grand Est đông nam nước Pháp. Xã nằm ở khu vực có độ cao trung bình 110 mét trên mực nước biển.